# الشاطئ الأبيض (قرية)
  الشاطئ الأبيض (قرية) (بالإنجليزية: ECHATEA EL ABIED)‏ هي جماعة قروية تابعة لإقليم كلميم ضمن جهة كلميم السمارة بالمغرب.  بلغ مجموع عدد سكان   الشاطئ الأبيض (قرية) حسب إحصاءات 2004 حوالي  1102 نسمة  يعيشون في 155  أسرة.

## إحصاء عام
| السنة | عدد السكان | عدد الأسر | عدد الأجانب |
| ----- | ---------- | --------- | ----------- |
| 1994  | 1783       | 251       | °°°°        |
| 2004  | 1102       | 155       | 0           |